# Daoussa Idriss Déby
Daoussa Idriss Déby est un ministre de la République du Tchad, il est le frère du président Mahamat Idriss Déby.

## Biographie

### Enfance, éducation et débuts
Daoussa Idriss Déby est le frère du président Mahamat Idriss Déby,.

### Carrière
En mars 2025, il est nommé ministre secrétaire particulier de Mahamat Idriss Déby,.